# Giocatori stranieri al Draft NBA
I giocatori stranieri ad aver militato in NBA, sono tutti passati per il Draft NBA; tanti sono stati scelti, mentre altri sono arrivati successivamente dopo essere rimasti undrafted. Tanti invece sono stati selezionati al Draft ma mai richiamati dalle squadre che ne detenevano i diritti. Gli unici a essere stati selezionati come prime scelte assolute sono: Mychal Thompson, Michael Olowokandi, Yao Ming, Andrew Bogut, Andrea Bargnani, Anthony Bennett, Andrew Wiggins, Karl-Anthony Towns, Ben Simmons, Deandre Ayton, Victor Wembanyama e Zaccharie Risacher. Di questi solo Yao Ming, Andrea Bargnani, Victor Wembanyama e Zaccharie Risacher non si sono formati cestisticamente negli Stati Uniti.

## Giocatori selezionati al Draft NBA scelta per scelta
Qui sono riportati i giocatori che sono stati selezionati al Draft e che poi hanno giocato almeno una partita in NBA scelta per scelta. In grassetto ci sono i giocatori che oggi giocano in NBA.

### Prime scelte
| Nazione         | Paese di nascita | Giocatore          | Draft | Scelto da           | Trade successive                                   |
| --------------- | ---------------- | ------------------ | ----- | ------------------- | -------------------------------------------------- |
| Bahamas         |                  | Mychal Thompson    | 1978  | Portland T. Blazers |                                                    |
| Nigeria         |                  | Michael Olowokandi | 1998  | L.A. Clippers       |                                                    |
| Cina            |                  | Yao Ming           | 2002  | Houston Rockets     |                                                    |
| Australia       |                  | Andrew Bogut       | 2005  | Milwaukee Bucks     |                                                    |
| Italia          |                  | Andrea Bargnani    | 2006  | Toronto Raptors     |                                                    |
| Canada          |                  | Anthony Bennett    | 2013  | Cleveland Cavaliers |                                                    |
| Canada          |                  | Andrew Wiggins     | 2014  | Cleveland Cavaliers | Ceduto ai Minnesota Timberwolves nell'agosto 2014. |
| Rep. Dominicana | Stati Uniti      | Karl-Anthony Towns | 2015  | Minnesota T'wolves  |                                                    |
| Australia       |                  | Ben Simmons        | 2016  | Philadelphia 76ers  |                                                    |
| Bahamas         |                  | Deandre Ayton      | 2018  | Phoenix Suns        |                                                    |
| Francia         |                  | Victor Wembanyama  | 2023  | San Antonio Spurs   |                                                    |
| Francia         | Spagna           | Zaccharie Risacher | 2024  | Atlanta Hawks       |                                                    |

### Seconde scelte
| Nazione     | Paese di nascita               | Giocatore       | Draft | Scelto da          | Trade successive |
| ----------- | ------------------------------ | --------------- | ----- | ------------------ | ---------------- |
| Canada      |                                | Bob Houbregs    | 1953  | Milwaukee Hawks    |                  |
| Paesi Bassi |                                | Rik Smits       | 1988  | Indiana Pacers     |                  |
| Germania    | Germania Ovest (oggi Germania) | Shawn Bradley   | 1993  | Philadelphia 76ers |                  |
| Serbia      | RFS Jugoslavia (oggi Serbia)   | Darko Miličić   | 2003  | Detroit Pistons    |                  |
| Tanzania    |                                | Hasheem Thabeet | 2009  | Memphis Grizzlies  |                  |
| Francia     |                                | Alexandre Sarr  | 2024  |                    |                  |

### Terze scelte
| Nazione         | Paese di nascita | Giocatore     | Draft | Scelto da          | Trade successive                            |
| --------------- | ---------------- | ------------- | ----- | ------------------ | ------------------------------------------- |
| Spagna          |                  | Pau Gasol     | 2001  | Atlanta Hawks      | Ceduto ai Memphis Grizzlies la sera stessa. |
| Regno Unito     | Inghilterra      | Ben Gordon    | 2004  | Chicago Bulls      |                                             |
| Rep. Dominicana |                  | Al Horford    | 2007  | Atlanta Hawks      |                                             |
| Turchia         | Svizzera         | Enes Kanter   | 2011  | Utah Jazz          |                                             |
| Camerun         |                  | Joel Embiid   | 2014  | Philadelphia 76ers |                                             |
| Nigeria         | Stati Uniti      | Jahlil Okafor | 2015  | Philadelphia 76ers |                                             |
| Slovenia        |                  | Luka Dončić   | 2018  | Atlanta Hawks      | Ceduto ai Dallas Mavericks la sera stessa.  |
| Canada          |                  | RJ Barrett    | 2019  | N.Y. Knicks        |                                             |

### Quarte scelte
| Nazione      | Paese di nascita     | Giocatore          | Draft | Scelto da           | Trade successive |
| ------------ | -------------------- | ------------------ | ----- | ------------------- | ---------------- |
| RD del Congo |                      | Dikembe Mutombo    | 1991  | Denver Nuggets      |                  |
| Finlandia    | Stati Uniti          | Drew Gooden        | 2001  | Memphis Grizzlies   |                  |
| Canada       |                      | Tristan Thompson   | 2011  | Cleveland Cavaliers |                  |
| Lettonia     |                      | Kristaps Porziņģis | 2015  | N.Y. Knicks         |                  |
| Croazia      | Bosnia ed Erzegovina | Dragan Bender      | 2016  | Phoenix Suns        |                  |

### Quinte scelte
| Nazione   | Paese di nascita                | Giocatore              | Draft | Scelto da          | Trade successive |
| --------- | ------------------------------- | ---------------------- | ----- | ------------------ | ---------------- |
| Georgia   | Unione Sovietica (oggi Georgia) | Nik'oloz Tskit'ishvili | 2002  | Denver Nuggets     |                  |
| Spagna    |                                 | Ricky Rubio            | 2009  | Minnesota T'wolves |                  |
| Lituania  |                                 | Jonas Valančiūnas      | 2011  | Toronto Raptors    |                  |
| Ucraina   |                                 | Alex Len'              | 2013  | Phoenix Suns       |                  |
| Australia |                                 | Danté Exum             | 2014  | Utah Jazz          |                  |
| Croazia   |                                 | Mario Hezonja          | 2015  | Orlando Magic      |                  |

### Seste scelte
| Nazione   | Paese di nascita                | Giocatore          | Draft | Scelto da         | Trade successive |
| --------- | ------------------------------- | ------------------ | ----- | ----------------- | ---------------- |
| Germania  | Stati Uniti                     | Chris Kaman        | 2003  | L.A. Clippers     |                  |
| Cina      |                                 | Yi Jianlian        | 2007  | Milwaukee Bucks   |                  |
| Italia    |                                 | Danilo Gallinari   | 2008  | N.Y. Knicks       |                  |
| Nigeria   | Stati Uniti                     | Ekpe Udoh          | 2010  | G.S. Warriors     |                  |
| Rep. Ceca | Cecoslovacchia (oggi Rep. Ceca) | Jan Veselý         | 2011  | Wash. Wizards     |                  |
| Bahamas   |                                 | Buddy Hield        | 2016  | N.O. Pelicans     |                  |
| Australia |                                 | Josh Giddey        | 2021  | Oklahoma Thunder  |                  |
| Canada    |                                 | Bennedict Mathurin | 2022  | Indiana Pacers    |                  |
| Francia   |                                 | Tidjane Salaün     | 2024  | Charlotte Hornets |                  |

### Settime scelte
| Nazione         | Paese di nascita           | Giocatore          | Draft | Scelto da           | Trade successive                               |
| --------------- | -------------------------- | ------------------ | ----- | ------------------- | ---------------------------------------------- |
| Australia       |                            | Luc Longley        | 1991  | Minnesota T'wolves  |                                                |
| Brasile         |                            | Nenê               | 2002  | N.Y. Knicks         | Ceduto ai Denver Nuggets la sera stessa.       |
| Regno Unito     | Sudan (oggi Sudan del Sud) | Luol Deng          | 2004  | Phoenix Suns        | Ceduto ai Chicago Bulls la sera stessa         |
| Rep. Dominicana | Stati Uniti                | Charlie Villanueva | 2005  | Toronto Raptors     |                                                |
| Bahamas         | Stati Uniti                | Eric Gordon        | 2008  | L.A. Clippers       |                                                |
| RD del Congo    | Zaire (oggi RD del Congo)  | Bismack Biyombo    | 2011  | Sacramento Kings    | Ceduto agli Charlotte Bobcats la sera stessa.  |
| RD del Congo    | Zaire (oggi RD del Congo)  | Emmanuel Mudiay    | 2015  | Denver Nuggets      |                                                |
| Canada          |                            | Jamal Murray       | 2016  | Denver Nuggets      |                                                |
| Finlandia       |                            | Lauri Markkanen    | 2017  | Minnesota T'wolves  | Ceduto ai Chicago Bulls la sera stessa.        |
| Francia         | Stati Uniti                | Killian Hayes      | 2020  | Detroit Pistons     |                                                |
| RD del Congo    |                            | Jonathan Kuminga   | 2021  | G.S. Warriors       |                                                |
| Canada          |                            | Shaedon Sharpe     | 2022  | Portland T. Blazers |                                                |
| Francia         |                            | Bilal Coulibaly    | 2023  | Indiana Pacers      | Ceduto agli Washington Wizards la sera stessa. |

### Ottave scelte
| Nazione   | Paese di nascita               | Giocatore       | Draft | Scelto da           | Trade successive                              |
| --------- | ------------------------------ | --------------- | ----- | ------------------- | --------------------------------------------- |
| Germania  | Germania Ovest (oggi Germania) | Detlef Schrempf | 1985  | Dallas Mavericks    |                                               |
| Haiti     |                                | Olden Polynice  | 1987  | Chicago Bulls       | Ceduto ai Seattle SuperSonics la sera stessa. |
| Senegal   |                                | DeSagana Diop   | 2001  | Cleveland Cavaliers |                                               |
| Brasile   |                                | Rafael Araújo   | 2004  | Toronto Raptors     |                                               |
| Nigeria   | Stati Uniti                    | Al-Farouq Aminu | 2010  | L.A. Clippers       |                                               |
| Canada    |                                | Nik Stauskas    | 2014  | Sacramento Kings    |                                               |
| Francia   | Belgio                         | Frank Ntilikina | 2017  | N.Y. Knicks         |                                               |
| Germania  |                                | Franz Wagner    | 2021  | Orlando Magic       |                                               |
| Australia |                                | Dyson Daniels   | 2022  | N.O. Pelicans       |                                               |
| Canada    |                                | Zach Edey       | 2024  | Memphis Grizzlies   |                                               |

### None scelte
| Nazione  | Paese di nascita               | Giocatore     | Draft | Scelto da         | Trade successive                           |
| -------- | ------------------------------ | ------------- | ----- | ----------------- | ------------------------------------------ |
| Germania | Germania Ovest (oggi Germania) | Dirk Nowitzki | 1998  | Milwaukee Bucks   | Ceduto ai Dallas Mavericks la sera stessa. |
| Nigeria  | Stati Uniti                    | Ike Diogu     | 2005  | G.S. Warriors     |                                            |
| Francia  | Stati Uniti                    | Joakim Noah   | 2007  | Chicago Bulls     |                                            |
| Austria  |                                | Jakob Pöltl   | 2016  | Toronto Raptors   |                                            |
| Giappone |                                | Rui Hachimura | 2019  | Wash. Wizards     |                                            |
| Israele  |                                | Deni Avdija   | 2020  | Wash. Wizards     |                                            |
| Polonia  | Stati Uniti                    | Jeremy Sochan | 2022  | San Antonio Spurs |                                            |

### Decime scelte
| Nazione    | Paese di nascita           | Giocatore       | Draft | Scelto da        | Trade successive |
| ---------- | -------------------------- | --------------- | ----- | ---------------- | ---------------- |
| Porto Rico |                            | Butch Lee       | 1978  | Atlanta Hawks    |                  |
| Giamaica   |                            | Rumeal Robinson | 1990  | Atlanta Hawks    |                  |
| Qatar      | Stati Uniti                | Jarvis Hayes    | 2003  | Wash. Wizards    |                  |
| Senegal    |                            | Saer Sene       | 2006  | Seattle S.Sonics |                  |
| Australia  | Sudan (oggi Sudan del Sud) | Thon Maker      | 2016  | Milwaukee Bucks  |                  |

### Undicesime scelte
| Nazione  | Paese di nascita                 | Giocatore                                    | Draft | Scelto da         | Trade successive                                  |
| -------- | -------------------------------- | -------------------------------------------- | ----- | ----------------- | ------------------------------------------------- |
| Francia  |                                  | Tariq Abdul-Wahad (prima Olivier Saint-Jean) | 1997  | Sacramento Kings  |                                                   |
| Francia  |                                  | Jérôme Moïso                                 | 2000  | Boston Celtics    |                                                   |
| Francia  | Guadalupa                        | Mickaël Piétrus                              | 2003  | G.S. Warriors     |                                                   |
| Lettonia | Unione Sovietica (oggi Lettonia) | Andris Biedriņš                              | 2004  | G.S. Warriors     |                                                   |
| Lituania | Stati Uniti                      | Domantas Sabonis                             | 2016  | Orlando Magic     | Ceduto agli Oklahoma City Thunder la sera stessa. |
| Canada   |                                  | Shai Gilgeous-Alexander                      | 2018  | Charlotte Hornets | Ceduto ai Los Angeles Clippers la sera stessa.    |
| Francia  |                                  | Ousmane Dieng                                | 2022  | N.Y. Knicks       | Ceduto agli Oklahoma City Thunder la sera stessa. |
| Lituania | Stati Uniti                      | Matas Buzelis                                | 2024  | Chicago Bulls     |                                                   |

### Dodicesime scelte
| Nazione              | Paese di nascita                           | Giocatore            | Draft | Scelto da           | Trade successive                             |
| -------------------- | ------------------------------------------ | -------------------- | ----- | ------------------- | -------------------------------------------- |
| Ucraina              | Unione Sovietica (oggi Ucraina)            | Vitalij Potapenko    | 1996  | Cleveland Cavaliers |                                              |
| Bosnia ed Erzegovina | RFS Jugoslavia (oggi Montenegro)           | Aleksandar Radojević | 1999  | Toronto Raptors     |                                              |
| Serbia               | RFS Jugoslavia (oggi Bosnia ed Erzegovina) | Vladimir Radmanović  | 2001  | Seattle S.Sonics    |                                              |
| Russia               | Unione Sovietica (oggi Russia)             | Jaroslav Korolëv     | 2005  | L.A. Clippers       |                                              |
| Nuova Zelanda        |                                            | Steven Adams         | 2013  | Oklahoma Thunder    |                                              |
| Croazia              |                                            | Dario Šarić          | 2014  | Orlando Magic       | Ceduto ai Philadelphia 76ers la sera stessa. |
| Canada               |                                            | Trey Lyles           | 2015  | Utah Jazz           |                                              |
| Canada               |                                            | Joshua Primo         | 2021  | San Antonio Spurs   |                                              |

### Tredicesime scelte
| Nazione         | Paese di nascita | Giocatore            | Draft | Scelto da          | Trade successive                           |
| --------------- | ---------------- | -------------------- | ----- | ------------------ | ------------------------------------------ |
| Svizzera        |                  | Thabo Sefolosha      | 2006  | Philadelphia 76ers | Ceduto ai Chicago Bulls la sera stessa.    |
| Canada          |                  | Kelly Olynyk         | 2013  | Dallas Mavericks   | Ceduto ai Boston Celtics la sera stessa.   |
| Grecia          |                  | Giōrgios Papagiannīs | 2016  | Phoenix Suns       | Ceduto ai Sacramento Kings la sera stessa. |
| Rep. Dominicana | Canada           | Chris Duarte         | 2021  | Indiana Pacers     |                                            |

### Quattordicesime scelte
| Nazione  | Paese di nascita               | Giocatore          | Draft | Scelto da        | Trade successive |
| -------- | ------------------------------ | ------------------ | ----- | ---------------- | ---------------- |
| Nigeria  |                                | Yinka Dare         | 1994  | N.J. Nets        |                  |
| Serbia   | RFS Jugoslavia (oggi Croazia)  | Predrag Stojaković | 1996  | Sacramento Kings |                  |
| Slovenia | Germania Ovest (oggi Germania) | Anthony Randolph   | 2008  | G.S. Warriors    |                  |

### Quindicesime scelte
| Nazione    | Paese di nascita               | Giocatore             | Draft | Scelto da          | Trade successive                           |
| ---------- | ------------------------------ | --------------------- | ----- | ------------------ | ------------------------------------------ |
| Francia    | Stati Uniti                    | Howard Carter         | 1983  | Denver Nuggets     |                                            |
| Porto Rico |                                | Piculín Ortiz         | 1987  | Utah Jazz          |                                            |
| Canada     | Sudafrica                      | Steve Nash            | 1996  | Phoenix Suns       |                                            |
| Slovenia   | RFS Jugoslavia (oggi Slovenia) | Boštjan Nachbar       | 2002  | Houston Rockets    |                                            |
| Bulgaria   | Stati Uniti                    | Cedric Simmons        | 2006  | N.O. Hornets       |                                            |
| Porto Rico | Stati Uniti                    | Moe Harkless          | 2012  | Philadelphia 76ers | Ceduto agli Orlando Magic nell'agosto 2012 |
| Grecia     |                                | Giannīs Antetokounmpo | 2013  | Milwaukee Bucks    |                                            |
| Spagna     |                                | Juancho Hernangómez   | 2016  | Denver Nuggets     |                                            |
| Francia    | Guinea                         | Sekou Doumbouya       | 2019  | Detroit Pistons    |                                            |

### Sedicesime scelte
| Nazione              | Paese di nascita                | Giocatore          | Draft | Scelto da          | Trade successive |
| -------------------- | ------------------------------- | ------------------ | ----- | ------------------ | --- |
| Paesi Bassi          |                                 | Swen Nater         | 1973  | Milwaukee Bucks    | Ceduto ai San Antonio Spurs |
| Canada               |                                 | Bill Wennington    | 1985  | Dallas Mavericks   | |
| Germania             | Germania Ovest (oggi Germania)  | Christian Welp     | 1987  | Philadelphia 76ers | |
| Turchia              |                                 | Hidayet Türkoğlu   | 2000  | Sacramento Kings   | |
| Rep. Ceca            | Cecoslovacchia (oggi Rep. Ceca) | Jiří Welsch        | 2002  | Philadelphia 76ers | Ceduto ai Golden State Warriors la sera stessa |
| Montenegro           | Svizzera                        | Nikola Vučević     | 2011  | Philadelphia 76ers | |
| Brasile              |                                 | Lucas Nogueira     | 2013  | Boston Celtics     | Lasciato in Europa per la stagione 2013-2014 (in Spagna all'Estudiantes), i diritti su di lui vennero ceduti in ordine ai Dallas Mavericks e agli Atlanta Hawks la notte del Draft NBA 2013. Nel 2014 gli Hawks cedettero i diritti su di ai Raptors, che lo richiamarono per la stagione 2014-2015. |
| Bosnia ed Erzegovina | Rep. di Bosnia ed Erzegovina    | Jusuf Nurkić       | 2014  | Chicago Bulls      | Ceduto ai Denver Nuggets la sera stessa. |
| Francia              |                                 | Guerschon Yabusele | 2016  | Boston Celtics     | |
| Turchia              |                                 | Alperen Şengün     | 2021  | Oklahoma Thunder   | |

### Diciassettesime scelte
| Nazione    | Paese di nascita               | Giocatore                | Draft | Scelto da          | Trade successive                                  |
| ---------- | ------------------------------ | ------------------------ | ----- | ------------------ | ------------------------------------------------- |
| Canada     |                                | Leo Rautins              | 1983  | Philadelphia 76ers |                                                   |
| Germania   | Germania Ovest (oggi Germania) | Uwe Blab                 | 1985  | Dallas Mavericks   |                                                   |
| Slovenia   | RFS Jugoslavia (oggi Slovenia) | Radoslav Nesterovič      | 1998  | Minnesota T'wolves |                                                   |
| Irlanda    | Stati Uniti                    | Cal Bowdler              | 1999  | Atlanta Hawks      |                                                   |
| Montenegro | RFS Jugoslavia (oggi Serbia)   | Žarko Čabarkapa          | 2003  | Phoenix Suns       |                                                   |
| Giamaica   | Stati Uniti                    | Roy Hibbert              | 2008  | Toronto Raptors    | Ceduto agli Indiana Pacers la sera stessa.        |
| Francia    | Guyana francese                | Kevin Séraphin           | 2010  | Chicago Bulls      | Ceduto agli Washington Wizards la sera stessa.    |
| Germania   |                                | Dennis Schröder          | 2013  | Atlanta Hawks      |                                                   |
| Canada     |                                | Nickeil Alexander-Walker | 2019  | Brooklyn Nets      | Ceduto ai New Orleans Pelicans la sera stessa.    |
| Serbia     |                                | Aleksej Pokuševski       | 2020  | Minnesota T'wolves | Ceduto agli Oklahoma City Thunder la sera stessa. |

### Diciottesime scelte
| Nazione   | Paese di nascita                | Giocatore        | Draft | Scelto da           | Trade successive |
| --------- | ------------------------------- | ---------------- | ----- | ------------------- | --- |
| Australia |                                 | Chris Anstey     | 1997  | Portland T. Blazers | Ceduto ai Dallas Mavericks la sera stessa. |
| Turchia   | RFS Jugoslavia (oggi Serbia)    | Mirsad Türkcan   | 1998  | Houston Rockets     | Lasciato in Europa per la stagione 1998-1999 a causa del Lockout, i diritti su di lui vennero ceduti prima ai Philadelphia 76ers e successivamente ai New York Knicks che lo richiamarono per la stagione 1999-2000 |
| Ucraina   | Unione Sovietica (oggi Ucraina) | Oleksij Pečerov  | 2006  | Wash. Wizards       | |
| Italia    |                                 | Marco Belinelli  | 2007  | G.S. Warriors       | |
| Turchia   | Stati Uniti                     | Shane Larkin     | 2013  | Atlanta Hawks       | Ceduto ai Dallas Mavericks la sera stessa. |
| Canada    |                                 | Tyler Ennis      | 2014  | Phoenix Suns        | |
| Israele   |                                 | TJ Leaf          | 2017  | Indiana Pacers      | |
| Georgia   |                                 | Goga Bitadze     | 2019  | Indiana Pacers      | |
| Australia |                                 | Josh Green       | 2020  | Dallas Mavericks    | |
| Messico   | Stati Uniti                     | Jaime Jáquez     | 2023  | Miami Heat          | |
| Germania  |                                 | Tristan da Silva | 2024  | Orlando Magic       | |

### Diciannovesime scelte
| Nazione    | Paese di nascita                 | Giocatore           | Draft | Scelto da           | Trade successive                              |
| ---------- | -------------------------------- | ------------------- | ----- | ------------------- | --------------------------------------------- |
| Canada     |                                  | Jamaal Magloire     | 2000  | Charlotte Hornets   |                                               |
| Serbia     | RFS Jugoslavia (oggi Montenegro) | Aleksandar Pavlović | 2003  | Utah Jazz           |                                               |
| Montenegro | Stati Uniti                      | Quincy Douby        | 2006  | Sacramento Kings    |                                               |
| Canada     |                                  | Andrew Nicholson    | 2012  | Orlando Magic       |                                               |
| Russia     |                                  | Sergej Karasëv      | 2013  | Cleveland Cavaliers |                                               |
| Croazia    |                                  | Luka Šamanić        | 2019  | San Antonio Spurs   |                                               |
| Bahamas    |                                  | Kai Jones           | 2021  | N.Y. Knicks         | Ceduto agli Charlotte Hornets la sera stessa. |

### Ventesime scelte
| Nazione           | Paese di nascita                 | Giocatore          | Draft | Scelto da           | Trade successive                             |
| ----------------- | -------------------------------- | ------------------ | ----- | ------------------- | -------------------------------------------- |
| Lituania          | Unione Sovietica (oggi Lituania) | Žydrūnas Ilgauskas | 1996  | Cleveland Cavaliers |                                              |
| Antigua e Barbuda | Stati Uniti                      | Julius Hodge       | 2005  | Denver Nuggets      |                                              |
| Porto Rico        | Stati Uniti                      | Renaldo Balkman    | 2006  | N.Y. Knicks         |                                              |
| Francia           |                                  | Alexis Ajinça      | 2008  | Charlotte Bobcats   |                                              |
| Lituania          |                                  | Donatas Motiejūnas | 2011  | Minnesota T'wolves  | Ceduto agli Houston Rockets la sera stessa.  |
| Francia           |                                  | Evan Fournier      | 2012  | Denver Nuggets      |                                              |
| Brasile           |                                  | Bruno Caboclo      | 2014  | Toronto Raptors     |                                              |
| Nigeria           |                                  | Josh Okogie        | 2018  | Minnesota T'wolves  |                                              |
| Australia         | Stati Uniti                      | Matisse Thybulle   | 2019  | Boston Celtics      | Ceduto ai Philadelphia 76ers la sera stessa. |
| Nigeria           |                                  | Precious Achiuwa   | 2020  | Miami Heat          |                                              |

### Ventunesime scelte
| Nazione | Paese di nascita               | Giocatore        | Draft | Scelto da        | Trade successive                                 |
| ------- | ------------------------------ | ---------------- | ----- | ---------------- | ------------------------------------------------ |
| Francia |                                | Boris Diaw       | 2003  | Atlanta Hawks    |                                                  |
| Russia  | Unione Sovietica (oggi Russia) | Pavel Podkol'zin | 2004  | Utah Jazz        | Ceduto ai Dallas Mavericks la sera stessa.       |
| Senegal |                                | Gorgui Dieng     | 2013  | Utah Jazz        | Ceduto ai Minnesota Timberwolves la sera stessa. |
| Canada  |                                | Brandon Clarke   | 2019  | Oklahoma Thunder | Ceduto ai Memphis Grizzlies la sera stessa.      |
| Camerun | Belgio                         | Yves Missi       | 2021  | N.O. Pelicans    |                                                  |

### Ventiduesime scelte
| Nazione   |                                            | Giocatore        | Draft | Scelto da           | Trade successive                                 |
| --------- | ------------------------------------------ | ---------------- | ----- | ------------------- | ------------------------------------------------ |
| Filippine | Stati Uniti                                | Raymond Townsend | 1978  | G.S. Warriors       |                                                  |
| Rep. Ceca | Cecoslovacchia (oggi Rep. Ceca)            | Jiří Zídek       | 1995  | Charlotte Hornets   |                                                  |
| Croazia   | RFS Jugoslavia (oggi Bosnia ed Erzegovina) | Zoran Planinić   | 2003  | N.J. Nets           |                                                  |
| Russia    | Unione Sovietica (oggi Ucraina)            | Viktor Chrjapa   | 2004  | N.J. Nets           | Ceduto ai Portland Trail Blazers la sera stessa. |
| Spagna    |                                            | Víctor Claver    | 2009  | Portland T. Blazers |                                                  |
| Brasile   |                                            | Fab Melo         | 2012  | Boston Celtics      |                                                  |

### Ventitreesime scelte
| Nazione         | Paese di nascita                 | Giocatore               | Draft | Scelto da           | Trade successive                                                    |
| --------------- | -------------------------------- | ----------------------- | ----- | ------------------- | ------------------------------------------------------------------- |
| Grecia          |                                  | Euthymīs Rentzias       | 1996  | Denver Nuggets      | Ceduto negli anni ai Philadelphia 76ers                             |
| Russia          | Unione Sovietica (oggi Russia)   | Sergej Monja            | 2004  | Portland T. Blazers |                                                                     |
| Rep. Dominicana |                                  | Francisco García        | 2005  | Sacramento Kings    |                                                                     |
| Grecia          | Stati Uniti                      | Kosta Koufos            | 2008  | Utah Jazz           |                                                                     |
| Israele         |                                  | Omri Casspi             | 2009  | Sacramento Kings    |                                                                     |
| Spagna          | RFS Jugoslavia (oggi Montenegro) | Nikola Mirotić          | 2011  | Houston Rockets     | Ceduto la sera stessa ai Minnesota Timberwolves e ai Chicago Bulls. |
| Giordania       | Stati Uniti                      | Rondae Hollis-Jefferson | 2015  | Portland T. Blazers | Ceduto ai Brooklyn Nets la sera stessa                              |
| Croazia         |                                  | Ante Žižić              | 2016  | Boston Celtics      |                                                                     |
| Regno Unito     | Inghilterra                      | OG Anunoby              | 2017  | Toronto Raptors     |                                                                     |
| Argentina       |                                  | Leandro Bolmaro         | 2020  | N.Y. Knicks         | Ceduto ai Minnesota Timberwolves la sera stessa                     |
| Spagna          |                                  | Usman Garuba            | 2021  | Houston Rockets     |                                                                     |

### Ventiquattresime scelte
| Nazione         | Paese di nascita                 | Giocatore               | Draft | Scelto da           | Trade successive                                                               |
| --------------- | -------------------------------- | ----------------------- | ----- | ------------------- | ------------------------------------------------------------------------------ |
| Canada          |                                  | Stewart Granger         | 1983  | Cleveland Cavaliers |                                                                                |
| Lituania        | Unione Sovietica (oggi Lituania) | Arvydas Sabonis         | 1986  | Portland T. Blazers |                                                                                |
| Canada          |                                  | Rick Fox                | 1991  | Boston Celtics      |                                                                                |
| Rep. Dominicana |                                  | Felipe López            | 1998  | San Antonio Spurs   | Ceduto ai Vancouver Grizzlies la sera stessa                                   |
| Russia          | Unione Sovietica (oggi Russia)   | Andrej Kirilenko        | 1999  | Utah Jazz           |                                                                                |
| Croazia         | Germania Ovest (oggi Germania)   | Dalibor Bagarić         | 2000  | Chicago Bulls       |                                                                                |
| Spagna          |                                  | Raül López              | 2001  | Utah Jazz           |                                                                                |
| Serbia          | RFS Jugoslavia (oggi Serbia)     | Nenad Krstić            | 2002  | N.J. Nets           |                                                                                |
| Spagna          |                                  | Rudy Fernández          | 2007  | Phoenix Suns        | Ceduto ai Portland Trail Blazers la sera stessa.                               |
| Spagna          | Rep. del Congo                   | Serge Ibaka             | 2008  | Seattle S.Sonics    | Scelto dai Seattle SuperSonics, esordì con gli Oklahoma City Thunder nel 2009. |
| Regno Unito     | Stati Uniti                      | B.J. Mullens            | 2009  | Dallas Mavericks    | Ceduto agli Oklahoma City Thunder la sera stessa.                              |
| Porto Rico      | Stati Uniti                      | Shabazz Napier          | 2014  | Charlotte Hornets   | Ceduto ai Miami Heat la sera stessa.                                           |
| Francia         |                                  | Timothé Luwawu-Cabarrot | 2016  | Philadelphia 76ers  |                                                                                |
| Canada          |                                  | Olivier-Maxence Prosper | 2023  | Sacramento Kings    | Ceduto ai Dallas Mavericks nel luglio 2023.                                    |
| Svizzera        |                                  | Kyshawn George          | 2024  | N.Y. Knicks         | Ceduto agli Washington Wizards la sera stessa.                                 |

### Venticinquesime scelte
| Nazione   | Paese di nascita                | Giocatore         | Draft | Scelto da           | Trade successive                                                                                          |
| --------- | ------------------------------- | ----------------- | ----- | ------------------- | --- |
| Canada    |                                 | Mike Smrek        | 1985  | Portland T. Blazers | Ceduto ai Chicago Bulls la sera stessa                                                                    |
| Egitto    |                                 | Alaa Abdelnaby    | 1990  | Portland T. Blazers | |
| Estonia   | Unione Sovietica (oggi Estonia) | Martin Müürsepp   | 1996  | Utah Jazz           | Ceduto ai Miami Heat la sera stessa                                                                       |
| Grecia    | Unione Sovietica (oggi Georgia) | Jake Tsakalidīs   | 2000  | Phoenix Suns        | |
| Argentina |                                 | Carlos Delfino    | 2003  | Detroit Pistons     | |
| Francia   |                                 | Johan Petro       | 2005  | Seattle S.Sonics    | |
| Francia   |                                 | Nicolas Batum     | 2008  | Houston Rockets     | Ceduto ai Portland Trail Blazers la sera stessa                                                           |
| Francia   | Guadalupa                       | Rodrigue Beaubois | 2009  | Oklahoma Thunder    | Ceduto ai Dallas Mavericks la sera stessa.                                                                |
| Svizzera  |                                 | Clint Capela      | 2014  | Houston Rockets     | |
| Lettonia  |                                 | Anžejs Pasečņiks  | 2017  | Orlando Magic       | Ceduto ai Philadelphia 76ers la sera stessa. Tuttavia i 76ers rinunciarono ai diritti su di lui nel 2019. |
| Germania  |                                 | Moritz Wagner     | 2018  | L.A. Lakers         | |
| Francia   |                                 | Pacôme Dadiet     | 2024  | N.Y. Knicks         | |

### Ventiseiesime scelte
| Nazione     | Paese di nascita             | Giocatore        | Draft | Scelto da           | Trade successive |
| ----------- | ---------------------------- | ---------------- | ----- | ------------------- | ---------------- |
| Brasile     |                              | Rolando Ferreira | 1988  | Portland T. Blazers |                  |
| Serbia      | RFS Jugoslavia (oggi Serbia) | Vlade Divac      | 1989  | L.A. Lakers         |                  |
| Paesi Bassi |                              | Geert Hammink    | 1993  | Orlando Magic       |                  |
| Senegal     |                              | Mamadou N'Diaye  | 2000  | Denver Nuggets      |                  |
| Canada      | Haiti                        | Samuel Dalembert | 2001  | Philadelphia 76ers  |                  |
| Regno Unito | Inghilterra                  | Ndudi Ebi        | 2003  | Minnesota T'wolves  |                  |
| Turchia     |                              | Furkan Korkmaz   | 2016  | Philadelphia 76ers  |                  |

### Ventisettesime scelte
| Nazione  | Paese di nascita                 | Giocatore          | Draft | Scelto da           | Trade successive                                 |
| -------- | -------------------------------- | ------------------ | ----- | ------------------- | ------------------------------------------------ |
| Georgia  | Unione Sovietica (oggi Georgia)  | Vladimer St'epania | 1998  | Seattle S.Sonics    |                                                  |
| Slovenia | RFS Jugoslavia (oggi Slovenia)   | Primož Brezec      | 2000  | Indiana Pacers      |                                                  |
| Slovenia | RFS Jugoslavia (oggi Slovenia)   | Saša Vujačić       | 2004  | L.A. Lakers         |                                                  |
| Lituania | Unione Sovietica (oggi Lituania) | Linas Kleiza       | 2005  | Portland T. Blazers | Ceduto ai Denver Nuggets la sera stessa.         |
| Spagna   |                                  | Sergio Rodríguez   | 2006  | Phoenix Suns        | Ceduto ai Portland Trail Blazers la sera stessa. |
| Francia  |                                  | Rudy Gobert        | 2013  | Denver Nuggets      | Ceduto agli Utah Jazz la sera stessa.            |
| Serbia   | RF Jugoslavia (oggi Serbia)      | Bogdan Bogdanović  | 2014  | Phoenix Suns        | Ceduto ai Sacramento Kings nel 2016.             |
| Camerun  |                                  | Pascal Siakam      | 2016  | Toronto Raptors     |                                                  |
| Canada   |                                  | Mfiondu Kabengele  | 2019  | Brooklyn Nets       | Ceduto ai Los Angeles Clippers la sera stessa.   |
| Nigeria  |                                  | Udoka Azubuike     | 2020  | Utah Jazz           |                                                  |
| Serbia   | Inghilterra                      | Nikola Jović       | 2022  | Miami Heat          |                                                  |

### Ventottesime scelte
| Nazione   | Paese di nascita               | Giocatore         | Draft | Scelto da         | Trade successive                           |
| --------- | ------------------------------ | ----------------- | ----- | ----------------- | ------------------------------------------ |
| Bulgaria  | Stati Uniti                    | Priest Lauderdale | 1996  | Atlanta Hawks     |                                            |
| Francia   | Belgio                         | Tony Parker       | 2001  | San Antonio Spurs |                                            |
| Brasile   |                                | Leandro Barbosa   | 2003  | San Antonio Spurs | Ceduto ai Phoenix Suns la sera stessa      |
| Slovenia  | RFS Jugoslavia (oggi Slovenia) | Beno Udrih        | 2004  | San Antonio Spurs |                                            |
| Francia   |                                | Ian Mahinmi       | 2005  | San Antonio Spurs |                                            |
| Brasile   |                                | Tiago Splitter    | 2007  | San Antonio Spurs |                                            |
| Venezuela |                                | Greivis Vásquez   | 2010  | Memphis Grizzlies |                                            |
| Haiti     |                                | Skal Labissière   | 2016  | Phoenix Suns      | Ceduto ai Sacramento Kings la sera stessa. |

### Ventinovesime scelte
| Nazione              | Paese di nascita              | Giocatore        | Draft | Scelto da         | Trade successive                        |
| -------------------- | ----------------------------- | ---------------- | ----- | ----------------- | --------------------------------------- |
| Panama               | Zona del Canale di Panama     | Stuart Gray      | 1984  | Indiana Pacers    |                                         |
| Croazia              | RFS Jugoslavia (oggi Croazia) | Toni Kukoč       | 1990  | Chicago Bulls     |                                         |
| Canada               |                               | Cory Joseph      | 2011  | San Antonio Spurs |                                         |
| Bosnia ed Erzegovina |                               | Džanan Musa      | 2018  | Brooklyn Nets     |                                         |
| Porto Rico           | Stati Uniti                   | Julian Strawther | 2023  | Indiana Pacers    | Ceduto ai Denver Nuggets la sera stessa |

### Trentesime scelte
| Nazione      | Paese di nascita             | Giocatore        | Draft | Scelto da           | Trade successive                                |
| ------------ | ---------------------------- | ---------------- | ----- | ------------------- | ----------------------------------------------- |
| Venezuela    | Trinidad e Tobago            | Carl Herrera     | 1990  | Miami Heat          | Ceduto agli Houston Rockets la sera stessa.     |
| Romania      |                              | Gheorghe Mureșan | 1993  | Washington Bullets  |                                                 |
| Serbia       | RFS Jugoslavia (oggi Serbia) | Marko Jarić      | 2000  | L.A. Clippers       |                                                 |
| Polonia      |                              | Maciej Lampe     | 2003  | N.Y. Knicks         |                                                 |
| Brasile      |                              | Anderson Varejão | 2004  | Orlando Magic       | Ceduto ai Cleveland Cavaliers nel luglio 2004.  |
| Regno Unito  | Inghilterra                  | Joel Freeland    | 2006  | Portland T. Blazers |                                                 |
| RD del Congo | Zaire (oggi RD del Congo)    | Christian Eyenga | 2009  | Cleveland Cavaliers |                                                 |
| Nigeria      |                              | Festus Ezeli     | 2012  | G.S. Warriors       |                                                 |
| Serbia       | RFS Jugoslavia (oggi Serbia) | Nemanja Nedović  | 2013  | Phoenix Suns        | Ceduto ai Golden State Warriors la sera stessa. |
| Cina         | Stati Uniti                  | Kyle Anderson    | 2014  | San Antonio Spurs   |                                                 |
| Libano       | Stati Uniti                  | Omari Spellman   | 2018  | Atlanta Hawks       |                                                 |
| Spagna       |                              | Santi Aldama     | 2021  | Oklahoma Thunder    | Ceduto agli Utah Jazz nell'agosto 2021.         |

### Trentunesime scelte
| Nazione                 | Paese di nascita                           | Giocatore        | Draft | Scelto da          | Trade successive |
| ----------------------- | ------------------------------------------ | ---------------- | ----- | ------------------ | --- |
| Sudan                   | Sudan (oggi Sudan del Sud)                 | Manute Bol       | 1985  | Washington Bullets | |
| Serbia                  | RFS Jugoslavia (oggi Serbia)               | Dragan Tarlać    | 1995  | Chicago Bulls      | |
| Montenegro              | Stati Uniti                                | Omar Cook        | 2001  | Orlando Magic      | Ceduto ai Denver Nuggets la sera stessa. Tuttavia i Nuggets lo tagliarono prima della stagione 2001-2002. Arrivò da free agent nel 2004          |
| Regno Unito             | Scozia                                     | Robert Archibald | 2002  | Memphis Grizzlies  | |
| Libano                  | Stati Uniti                                | Jackson Vroman   | 2004  | Chicago Bulls      | Ceduto ai Phoenix Suns la sera stessa |
| Montenegro              | RFS Jugoslavia (oggi Montenegro)           | Nikola Peković   | 2008  | Minnesota T'wolves | |
| Germania                | Germania Ovest (oggi Germania)             | Tibor Pleiß      | 2010  | N.J. Nets          | Ceduto agli Atlanta Hawks e agli Oklahoma City Thunder la sera stessa. Nel febbraio 2015 i Thunder cedettero i diritti su di lui agli Utah Jazz. |
| Croazia                 | RFS Jugoslavia (oggi Bosnia ed Erzegovina) | Bojan Bogdanović | 2011  | Miami Heat         | Ceduto ai Minnesota Timberwolves e ai New Jersey Nets la sera stessa.                                                                            |
| Svezia                  |                                            | Jeffery Taylor   | 2012  | Charlotte Bobcats  | |
| Francia                 | Guyana francese                            | Damien Inglis    | 2014  | Milwaukee Bucks    | |
| Turchia                 | Macedonia (oggi Macedonia del Nord)        | Cedi Osman       | 2015  | Minnesota T'wolves | Ceduto ai Cleveland Cavaliers la sera stessa. |
| Francia                 |                                            | Élie Okobo       | 2018  | Phoenix Suns       | |
| Isole Vergini Americane | Stati Uniti                                | Nicolas Claxton  | 2019  | Brooklyn Nets      | |
| Canada                  |                                            | Andrew Nembhard  | 2022  | Indiana Pacers     | |

### Trentaduesime scelte
| Nazione    | Paese di nascita                | Giocatore        | Draft | Scelto da        | Trade successive                     |
| ---------- | ------------------------------- | ---------------- | ----- | ---------------- | ------------------------------------ |
| Porto Rico |                                 | PJ Ramos         | 2004  | Wash. Wizards    |                                      |
| Rep. Ceca  | Cecoslovacchia (oggi Rep. Ceca) | Tomáš Satoranský | 2012  | Wash. Wizards    |                                      |
| Spagna     |                                 | Álex Abrines     | 2013  | Oklahoma Thunder |                                      |
| Croazia    | Bosnia ed Erzegovina            | Ivica Zubac      | 2016  | L.A. Lakers      |                                      |
| Nigeria    | Stati Uniti                     | KZ Okpala        | 2019  | Phoenix Suns     | Ceduto ai Miami Heat la sera stessa. |
| Canada     |                                 | Caleb Houstan    | 2022  | Orlando Magic    |                                      |

### Trentatreesime scelte
| Nazione     | Paese di nascita               | Giocatore        | Draft | Scelto da          | Trade successive                                 |
| ----------- | ------------------------------ | ---------------- | ----- | ------------------ | ------------------------------------------------ |
| Slovenia    | RFS Jugoslavia (oggi Slovenia) | Marko Milič      | 1997  | Philadelphia 76ers | Ceduto ai Phoenix Suns la sera stessa            |
| Paesi Bassi |                                | Dan Gadzuric     | 2002  | Milwaukee Bucks    |                                                  |
| Mali        |                                | Cheick Diallo    | 2016  | L.A. Clippers      | Ceduto ai New Orleans Pelicans la sera stessa.   |
| Camerun     |                                | Christian Koloko | 2022  | Toronto Raptors    |                                                  |
| Canada      |                                | Leonard Miller   | 2023  | San Antonio Spurs  | Ceduto ai Minnesota Timberwolves la sera stessa. |

### Trentaquattresime scelte
| Nazione   | Paese di nascita | Giocatore         | Draft | Scelto da          | Trade successive                          |
| --------- | ---------------- | ----------------- | ----- | ------------------ | ----------------------------------------- |
| Spagna    | Stati Uniti      | Johnny Rogers     | 1986  | Sacramento Kings   |                                           |
| Australia | Stati Uniti      | Darnell Mee       | 1993  | G.S. Warriors      | Ceduto ai Denver Nuggets la sera stessa   |
| Georgia   | Stati Uniti      | Shammond Williams | 1998  | Chicago Bulls      | Ceduto agli Atlanta Hawks la sera stessa  |
| Venezuela | Stati Uniti      | Donta Smith       | 2004  | Atlanta Hawks      |                                           |
| Giappone  | Stati Uniti      | Nick Fazekas      | 2007  | Dallas Mavericks   |                                           |
| Angola    |                  | Bruno Fernando    | 2019  | Philadelphia 76ers | Ceduto agli Atlanta Hawks la sera stessa. |

### Trentacinquesime scelte
| Nazione   | Paese di nascita              | Giocatore         | Draft | Scelto da          | Trade successive                                 |
| --------- | ----------------------------- | ----------------- | ----- | ------------------ | ------------------------------------------------ |
| Croazia   | RFS Jugoslavia (oggi Croazia) | Bruno Šundov      | 1998  | Dallas Mavericks   |                                                  |
| Serbia    | RFS Jugoslavia (oggi Serbia)  | Nemanja Bjelica   | 2010  | Wash. Wizards      | Ceduto ai Minnesota Timberwolves la sera stessa. |
| Spagna    |                               | Willy Hernangómez | 2015  | Philadelphia 76ers | Ceduto ai New York Knicks la sera stessa.        |
| Brasile   |                               | Didi              | 2019  | Atlanta Hawks      | Ceduto ai New Orleans Pelicans la sera stessa.   |
| Australia |                               | Johnny Furphy     | 2024  | San Antonio Spurs  | Ceduto agli Indiana Pacers la sera stessa.       |

### Trentaseiesime scelte
| Nazione   | Paese di nascita | Giocatore       | Draft | Scelto da           | Trade successive                                                                                         |
| --------- | ---------------- | --------------- | ----- | ------------------- | --- |
| Haiti     |                  | Yvon Joseph     | 1986  | N.J. Nets           | |
| Cina      |                  | Wang Zhizhi     | 1999  | Dallas Mavericks    | |
| Mali      |                  | Soumaila Samake | 2000  | N.J. Nets           | |
| Australia |                  | David Andersen  | 2002  | Atlanta Hawks       | Rimase in Europa fino al 2009, anno in cui gli Hawks cedettero i diritti su di lui agli Houston Rockets. |
| Turchia   |                  | Ersan İlyasova  | 2005  | Milwaukee Bucks     | |
| Turchia   |                  | Ömer Aşık       | 2008  | Portland T. Blazers | Ceduto ai Chicago Bulls la sera stessa.                                                                  |
| Australia |                  | Jonah Bolden    | 2017  | Philadelphia 76ers  | |

### Trentasettesime scelte
| Nazione   | Paese di nascita | Giocatore         | Draft | Scelto da           | Trade successive                                  |
| --------- | ---------------- | ----------------- | ----- | ------------------- | ------------------------------------------------- |
| Nigeria   |                  | Obinna Ekezie     | 1999  | Vancouver Grizzlies |                                                   |
| Turchia   |                  | Mehmet Okur       | 2001  | Detroit Pistons     |                                                   |
| Russia    | Stati Uniti      | Travis Hansen     | 2003  | Atlanta Hawks       |                                                   |
| Francia   | Martinica        | Ronny Turiaf      | 2005  | L.A. Lakers         |                                                   |
| Camerun   |                  | Luc Mbah A Moute  | 2008  | Milwaukee Bucks     |                                                   |
| Lituania  |                  | Deividas Sirvydis | 2019  | Dallas Mavericks    | Ceduto ai Detroit Pistons la sera stessa.         |
| Rep. Ceca |                  | Vit Krejčí        | 2020  | Wash. Wizards       | Ceduto agli Oklahoma City Thunder la sera stessa. |

### Trentottesime scelte
| Nazione           | Paese di nascita                | Giocatore       | Draft | Scelto da          | Trade successive                                 |
| ----------------- | ------------------------------- | --------------- | ----- | ------------------ | ------------------------------------------------ |
| Trinidad e Tobago |                                 | Ken Charles     | 1973  | Buffalo Braves     |                                                  |
| Giamaica          |                                 | Wayne Sappleton | 1982  | G.S. Warriors      | Ceduto ai New Jersey Nets la sera stessa         |
| Spagna            |                                 | Fernando Martín | 1985  | N.J. Nets          | Ceduto successivamente ai Portland Trail Blazers |
| Messico           |                                 | Eduardo Nájera  | 2000  | Houston Rockets    | Ceduto ai Dallas Mavericks la sera stessa        |
| Italia            | Stati Uniti                     | Travis Diener   | 2005  | Orlando Magic      |                                                  |
| Serbia            | RFS Jugoslavia (oggi Croazia)   | Kosta Perović   | 2006  | G.S. Warriors      |                                                  |
| Ucraina           | Unione Sovietica (oggi Ucraina) | Kyrylo Fesenko  | 2007  | Philadelphia 76ers | Ceduto agli Utah Jazz la sera stessa.            |
| Canada            | Stati Uniti                     | Andy Rautins    | 2010  | N.Y. Knicks        |                                                  |
| Sudan del Sud     | Stati Uniti                     | JT Thor         | 2021  | Detroit Pistons    | Ceduto agli Charlotte Hornets nell'agosto 2021.  |
| Belgio            |                                 | Ajay Mitchell   | 2024  | N.Y. Knicks        | Ceduto a OKC la sera stessa.                     |

### Trentanovesime scelte
| Nazione         | Paese di nascita                 | Giocatore           | Draft | Scelto da          | Trade successive                                                                                           |
| --------------- | -------------------------------- | ------------------- | ----- | ------------------ | --- |
| Canada          | Danimarca                        | Lars Hansen         | 1976  | Chicago Bulls      | Arrivato in NBA nel 1978 con i Seattle SuperSonics                                                         |
| Rep. Dominicana |                                  | Tito Horford        | 1988  | Milwaukee Bucks    | |
| Spagna          |                                  | Juan Carlos Navarro | 2002  | Wash. Wizards      | Rimase in Europa fino al 2007, anno in cui gli Wizards cedettero i diritti su di lui ai Memphis Grizzlies. |
| Montenegro      | RFS Jugoslavia (oggi Montenegro) | Slavko Vraneš       | 2003  | N.Y. Knicks        | |
| Svezia          |                                  | Jonas Jerebko       | 2009  | Detroit Pistons    | |
| Germania        |                                  | Isaac Bonga         | 2018  | Philadelphia 76ers | Ceduto ai Los Angeles Lakers la sera stessa.                                                               |
| Serbia          | RF Jugoslavia (oggi Serbia)      | Alen Smailagić      | 2019  | N.O. Pelicans      | Ceduto ai Golden State Warriors la sera stessa.                                                            |
| Portogallo      |                                  | Neemias Queta       | 2021  | Sacramento Kings   | |
| Senegal         |                                  | Mouhamed Gueye      | 2023  | Charlotte Hornets  | Ceduto agli Atlanta Hawks la sera stessa                                                                   |

### Quarantesime scelte
| Nazione   |                               | Giocatore      | Draft | Scelto da        | Trade successive |
| --------- | ----------------------------- | -------------- | ----- | ---------------- | --- |
| Croazia   | RFS Jugoslavia (oggi Croazia) | Dino Rađa      | 1989  | Boston Celtics   | |
| Croazia   | RFS Jugoslavia (oggi Croazia) | Gordan Giriček | 1999  | Dallas Mavericks | Ceduto la sera stessa ai San Antonio Spurs, rimase in Europa fino al 2002, anno in cui gli Spurs cedettero i diritti su di lui ai Memphis Grizzlies. |
| Finlandia |                               | Hanno Möttölä  | 2000  | Atlanta Hawks    | |
| Croazia   | RFS Jugoslavia (oggi Croazia) | Mario Kasun    | 2002  | L.A. Clippers    | Ceduto agli Orlando Magic la sera stessa. |
| Cina      |                               | Sun Yue        | 2007  | L.A. Lakers      | |
| Lettonia  |                               | Rodions Kurucs | 2018  | Brooklyn Nets    | |

### Quarantunesime scelte
| Nazione     | Paese di nascita              | Giocatore                                 | Draft | Scelto da          | Trade successive                          |
| ----------- | ----------------------------- | ----------------------------------------- | ----- | ------------------ | ----------------------------------------- |
| Panama      | Stati Uniti                   | Lorenzo Charles                           | 1985  | Atlanta Hawks      |                                           |
| Paesi Bassi |                               | Francisco Elson                           | 1999  | Denver Nuggets     |                                           |
| Croazia     | RFS Jugoslavia (oggi Croazia) | Roko Ukić                                 | 2005  | Toronto Raptors    |                                           |
| Australia   |                               | Nathan Jawai                              | 2008  | Indiana Pacers     | Ceduto ai Toronto Raptors la sera stessa. |
| Serbia      | RF Jugoslavia (oggi Serbia)   | Nikola Jokić                              | 2014  | Denver Nuggets     |                                           |
| Grecia      | Stati Uniti                   | Tyler Dorsey                              | 2017  | Atlanta Hawks      |                                           |
| Nigeria     |                               | Adem Bona (prima Ikechukwu Stanley Okoro) | 2024  | Philadelphia 76ers |                                           |

### Quarantaduesime scelte
| Nazione  | Paese di nascita                | Giocatore        | Draft | Scelto da        | Trade successive                              |
| -------- | ------------------------------- | ---------------- | ----- | ---------------- | --------------------------------------------- |
| Nigeria  |                                 | Olumide Oyedeji  | 2000  | Seattle S.Sonics |                                               |
| Georgia  | Unione Sovietica (oggi Georgia) | Zaza Pachulia    | 2003  | Orlando Magic    |                                               |
| Lettonia |                                 | Dāvis Bertāns    | 2011  | Indiana Pacers   | Ceduto ai San Antonio Spurs la sera stessa.   |
| Giamaica |                                 | Nick Richards    | 2020  | N.O. Pelicans    | Ceduto agli Charlotte Hornets la sera stessa. |
| Serbia   | Italia                          | Tristan Vukčević | 2023  | Wash. Wizards    |                                               |

### Quarantatreesime scelte
| Nazione    | Paese di nascita                           | Giocatore          | Draft | Scelto da           | Trade successive |
| ---------- | ------------------------------------------ | ------------------ | ----- | ------------------- | --- |
| Serbia     | RFS Jugoslavia (oggi Bosnia ed Erzegovina) | Predrag Danilović  | 1992  | G.S. Warriors       | Nel novembre 1994 gli Warriors cedettero i diritti su di lui ai Miami Heat                                              |
| Serbia     | RFS Jugoslavia (oggi Bosnia ed Erzegovina) | Mile Ilić          | 2005  | N.J. Nets           | |
| Brasile    |                                            | Marcus Vinicius    | 2006  | N.O. Hornets        | |
| Giamaica   |                                            | Patrick Ewing Jr.  | 2008  | Sacramento Kings    | Ceduto ai New York Knicks la sera stessa. Tuttavia non venne richiamato dai Knicks. Arrivò da free agent nel marzo 2011 |
| Capo Verde |                                            | Walter Tavares     | 2014  | Atlanta Hawks       | |
| Cina       |                                            | Zhou Qi            | 2016  | Houston Rockets     | |
| Germania   | Stati Uniti                                | Isaiah Hartenstein | 2017  | Houston Rockets     | |
| Francia    |                                            | Théo Maledon       | 2020  | Philadelphia 76ers  | Ceduto agli Oklahoma City Thunder nel dicembre 2020.                                                                    |
| Francia    |                                            | Moussa Diabaté     | 2022  | L.A. Clippers       | |
| Francia    |                                            | Rayan Rupert       | 2023  | Portland T. Blazers | |

### Quarantaquattresime scelte
| Nazione       | Paese di nascita                 | Giocatore                | Draft | Scelto da         | Trade successive                             |
| ------------- | -------------------------------- | ------------------------ | ----- | ----------------- | -------------------------------------------- |
| Nuova Zelanda |                                  | Sean Marks               | 1998  | N.Y. Knicks       | Ceduto ai Toronto Raptors la sera stessa     |
| Lituania      | Unione Sovietica (oggi Lituania) | Martynas Andriuškevičius | 2005  | Orlando Magic     | Ceduto ai Cleveland Cavaliers la sera stessa |
| Giamaica      |                                  | Jerome Jordan            | 2010  | Milwaukee Bucks   | Ceduto ai New York Knicks nel luglio 2010.   |
| Serbia        | Stati Uniti                      | Charles Jenkins          | 2011  | G.S. Warriors     |                                              |
| Sudan         |                                  | Bol Bol                  | 2019  | Miami Heat        | Ceduto ai Denver Nuggets la sera stessa.     |
| Montenegro    | RF Jugoslavia (oggi Serbia)      | Marko Simonović          | 2020  | Chicago Bulls     |                                              |
| Francia       |                                  | Sidy Cissoko             | 2023  | San Antonio Spurs |                                              |
| Svezia        |                                  | Pelle Larsson            | 2024  | Miami Heat        |                                              |

### Quarantacinquesime scelte
| Nazione  | Paese di nascita               | Giocatore       | Draft | Scelto da          | Trade successive |
| -------- | ------------------------------ | --------------- | ----- | ------------------ | --- |
| Libano   | Stati Uniti                    | Loren Woods     | 2001  | Minnesota T'wolves | |
| Slovenia | RFS Jugoslavia (oggi Slovenia) | Goran Dragić    | 2008  | San Antonio Spurs  | Ceduto ai Phoenix Suns la sera stessa |
| Grecia   | Stati Uniti                    | Nick Calathes   | 2009  | Minnesota T'wolves | Ceduto ai Dallas Mavericks la sera stessa. Rimase in Europa fino al 2013, anno in cui i Mavericks cedettero i diritti su di lui ai Memphis Grizzlies.               |
| Croazia  | Stati Uniti                    | Justin Hamilton | 2012  | Philadelphia 76ers | Ceduto ai Miami Heat la sera stessa |
| Canada   |                                | Dwight Powell   | 2014  | Charlotte Hornets  | I diritti su di lui vennero ceduti dagli Hornets ai Cleveland Cavaliers nel luglio 2014. I Cavs cedettero i diritti su di lui ai Boston Celtics nel settembre 2014. |
| Canada   |                                | Dillon Brooks   | 2017  | Houston Rockets    | Ceduto ai Memphis Grizzlies la sera stessa. |
| Nigeria  | Stati Uniti                    | Jordan Nwora    | 2020  | Milwaukee Bucks    | |
| Giamaica | Stati Uniti                    | Josh Minott     | 2022  | Charlotte Hornets  | |

### Quarantaseiesime scelte
| Nazione       | Paese di nascita                 | Giocatore        | Draft | Scelto da           | Trade successive                             |
| ------------- | -------------------------------- | ---------------- | ----- | ------------------- | -------------------------------------------- |
| Slovacchia    | Cecoslovacchia (oggi Slovacchia) | Richard Petruška | 1993  | Houston Rockets     |                                              |
| Corea del Sud |                                  | Ha Seung-jin     | 2004  | Portland T. Blazers |                                              |
| Gabon         |                                  | Stéphane Lasme   | 2007  | G.S. Warriors       |                                              |
| Nigeria       | Stati Uniti                      | Gani Lawal       | 2010  | Phoenix Suns        |                                              |
| Filippine     | Stati Uniti                      | Jordan Clarkson  | 2014  | Wash. Wizards       | Ceduto ai Los Angeles Lakers la sera stessa. |
| Nigeria       | Stati Uniti                      | Jordan Nwora     | 2020  | Milwaukee Bucks     |                                              |
| Canada        |                                  | Dalano Banton    | 2021  | Toronto Raptors     |                                              |

### Quarantasettesime scelte
| Nazione | Paese di nascita | Giocatore             | Draft | Scelto da          | Trade successive                          |
| ------- | ---------------- | --------------------- | ----- | ------------------ | ----------------------------------------- |
| Canada  |                  | Todd MacCulloch       | 1999  | Philadelphia 76ers |                                           |
| Grecia  |                  | Antōnīs Fōtsīs        | 2001  | Memphis Grizzlies  |                                           |
| Senegal |                  | Pape Sow              | 2004  | Miami Heat         | Ceduto ai Toronto Raptors la sera stessa. |
| Brasile |                  | Raul Togni Neto       | 2013  | Atlanta Hawks      | Ceduto agli Utah Jazz la sera stessa.     |
| Ucraina |                  | Svjatoslav Mychajljuk | 2018  | L.A. Lakers        |                                           |
| Canada  | Lituania         | Iggy Brazdeikis       | 2019  | Sacramento Kings   | Ceduto ai New York Knicks la sera stessa. |

### Quarantottesime scelte
| Nazione            | Paese di nascita                 | Giocatore          | Draft | Scelto da           | Trade successive |
| ------------------ | -------------------------------- | ------------------ | ----- | ------------------- | --- |
| Montenegro         | RFS Jugoslavia (oggi Montenegro) | Predrag Drobnjak   | 1997  | Washington Bullets  | Rimase in Europa fino al 2001, anno in cui Washington cedette i diritti su di lui ai Seattle SuperSonics, la sera del Draft NBA 2001.                                   |
| Macedonia del Nord | Stati Uniti                      | Ryan Stack         | 1998  | Cleveland Cavaliers | |
| Francia            | Guadalupa                        | Mickaël Gelabale   | 2005  | Seattle S.Sonics    | |
| Spagna             |                                  | Marc Gasol         | 2007  | L.A. Lakers         | Rimase in Europa nella stagione 2007-2008; durante questa, nel febbraio 2008 i diritti su di lui vennero ceduti ai Memphis Grizzlies.                                   |
| Grecia             |                                  | Kōstas Papanikolau | 2012  | N.Y. Knicks         | Ceduto ai Portland Trail Blazers la sera stessa che lo lasciarono in Europa. I diritti su di lui vennero ceduti nel luglio 2013 dai Trail Blazers agli Houston Rockets. |
| Germania           |                                  | Paul Zipser        | 2016  | Chicago Bulls       | |
| Italia             |                                  | Niccolò Mannion    | 2020  | G.S. Warriors       | |

### Quarantanovesime scelte
| Nazione   | Paese di nascita                 | Giocatore             | Draft | Scelto da           | Trade successive                     |
| --------- | -------------------------------- | --------------------- | ----- | ------------------- | ------------------------------------ |
| Camerun   |                                  | Ruben Boumtje-Boumtje | 2001  | Portland T. Blazers |                                      |
| Lituania  | Unione Sovietica (oggi Lituania) | Darius Songaila       | 2002  | Boston Celtics      | Ceduto ai Sacramento Kings nel 2003. |
| Filippine | Stati Uniti                      | Andray Blatche        | 2005  | Wash. Wizards       |                                      |
| Finlandia | Francia                          | Erik Murphy           | 2013  | Chicago Bulls       |                                      |
| Australia |                                  | Cameron Bairstow      | 2014  | Chicago Bulls       |                                      |
| Nigeria   | Stati Uniti                      | Michael Gbinije       | 2016  | Detroit Pistons     |                                      |
| Slovenia  |                                  | Vlatko Čančar         | 2017  | Denver Nuggets      |                                      |
| Nigeria   | Stati Uniti                      | Chimezie Metu         | 2018  | San Antonio Spurs   |                                      |

### Cinquantesime scelte
| Nazione                 | Paese di nascita             | Giocatore         | Draft | Scelto da          | Trade successive                             |
| ----------------------- | ---------------------------- | ----------------- | ----- | ------------------ | -------------------------------------------- |
| Serbia                  | RFS Jugoslavia (oggi Serbia) | Miloš Babić       | 1990  | Phoenix Suns       | Ceduto ai Cleveland Cavaliers la sera stessa |
| Isole Vergini Americane |                              | Charles Claxton   | 1994  | Phoenix Suns       | Ceduto ai Boston Celtics successivamente     |
| Grecia                  |                              | Vasilīs Spanoulīs | 2004  | Dallas Mavericks   | Ceduto agli Houston Rockets la sera stessa   |
| Nigeria                 |                              | Solomon Alabi     | 2010  | Dallas Mavericks   | Ceduto ai Toronto Raptors la sera stessa.    |
| Senegal                 | Stati Uniti                  | Georges Niang     | 2016  | Indiana Pacers     |                                              |
| Nigeria                 | Stati Uniti                  | Monté Morris      | 2017  | Denver Nuggets     |                                              |
| Serbia                  |                              | Filip Petrušev    | 2023  | Philadelphia 76ers |                                              |

### Cinquantunesime scelte
| Nazione    | Paese di nascita              | Giocatore              | Draft | Scelto da          | Trade successive |
| ---------- | ----------------------------- | ---------------------- | ----- | ------------------ | --- |
| Croazia    | RFS Jugoslavia (oggi Croazia) | Žan Tabak              | 1991  | Houston Rockets    | |
| Serbia     | RFS Jugoslavia (oggi Serbia)  | Igor Rakočević         | 2000  | Minnesota T'wolves | |
| Senegal    |                               | Cheikh Samb            | 2006  | L.A. Lakers        | Ceduto ai Detroit Pistons la sera stessa.                                                                                      |
| Canada     |                               | Kris Joseph            | 2012  | Boston Celtics     | |
| Grecia     |                               | Thanasīs Antetokounmpo | 2014  | N.Y. Knicks        | |
| Ghana      |                               | Ben Bentil             | 2016  | Boston Celtics     | Tagliato dai Celtics prima dell'inizio della stagione 2016-2017, firmò da free agent con i Dallas Mavericks nel febbraio 2017. |
| Porto Rico | Stati Uniti                   | Tremont Waters         | 2019  | Boston Celtics     | |

### Cinquantaduesime scelte
| Nazione              | Paese di nascita                           | Giocatore       | Draft | Scelto da           | Trade successive                                               |
| -------------------- | ------------------------------------------ | --------------- | ----- | ------------------- | -------------------------------------------------------------- |
| Italia               |                                            | Stefano Rusconi | 1990  | Cleveland Cavaliers | Ceduto ai Phoenix Suns la sera stessa.                         |
| Porto Rico           |                                            | Guillermo Díaz  | 2006  | L.A. Clippers       |                                                                |
| Georgia              | Stati Uniti                                | Taurean Green   | 2007  | Portland T. Blazers |                                                                |
| Serbia               | RFS Jugoslavia (oggi Bosnia ed Erzegovina) | Ognjen Kuzmić   | 2012  | G.S. Warriors       |                                                                |
| Spagna               | Stati Uniti                                | Taurean Green   | 2013  | Minnesota T'wolves  | Tagliato dai T'Wolves, debuttò in NBA con i Philadelphia 76ers |
| Serbia               |                                            | Vasilije Micić  | 2014  | Philadelphia 76ers  |                                                                |
| Russia               | Ucraina                                    | Joel Bolomboy   | 2016  | Utah Jazz           |                                                                |
| Bosnia ed Erzegovina | Stati Uniti                                | Luka Garza      | 2021  | Detroit Pistons     |                                                                |
| Belgio               |                                            | Toumani Camara  | 2023  | Phoenix Suns        | Ceduto ai Portland Trail Blazers successivamente.              |
| Paesi Bassi          |                                            | Quinten Post    | 2024  | G.S. Warriors       |                                                                |

### Cinquantatreesime scelte
| Nazione | Paese di nascita     | Giocatore      | Draft | Scelto da          | Trade successive |
| ------- | -------------------- | -------------- | ----- | ------------------ | --- |
| Polonia | Stati Uniti          | Jeff Nordgaard | 1996  | Milwaukee Bucks    | |
| Libano  | Stati Uniti          | Matt Freije    | 2004  | Miami Heat         | Ceduto ai New Orleans Hornets la sera stessa                                                                                       |
| Francia |                      | Nando De Colo  | 2009  | San Antonio Spurs  | |
| Francia |                      | Pape Sy        | 2010  | Atlanta Hawks      | |
| Turchia |                      | Furkan Aldemir | 2012  | L.A. Clippers      | Ceduto agli Houston Rockets 2 giorni dopo il Draft. I Rockets cedettero i diritti su di lui ai Philadelphia 76ers nel Luglio 2013. |
| Francia |                      | Petr Cornelie  | 2016  | Denver Nuggets     | |
| Nigeria |                      | Charles Bassey | 2021  | Philadelphia 76ers | |
| Croazia | Bosnia ed Erzegovina | Karlo Matković | 2024  | N.O. Pelicans      | |

### Cinquantaquattresime scelte
| Nazione       | Paese di nascita             | Giocatore              | Draft | Scelto da          | Trade successive |
| ------------- | ---------------------------- | ---------------------- | ----- | ------------------ | --- |
| Serbia        | RFS Jugoslavia (oggi Serbia) | Željko Rebrača         | 1994  | Seattle S.Sonics   | Ceduto ai Timberwolves la sera stessa. Rimase in Europa fino al 2001. Tra il 1994 e il 2001 i diritti su di lui vennero ceduti più volte: nel 1999 i T'Wolves li cedettero ai Raptors, nel 2001 i Raptors li cedettero ai Pistons, che lo richiamarono nel 2001. |
| Georgia       |                              | Tornik'e Shengelia     | 2012  | Philadelphia 76ers | Ceduto ai Brooklyn Nets la sera stessa. |
| Sudan del Sud | Canada                       | Marial Shayok          | 2019  | Philadelphia 76ers | |
| Georgia       | Stati Uniti                  | Sandro Mamuk'elashvili | 2021  | Indiana Pacers     | Ceduto ai Milwaukee Bucks la sera stessa. |

### Cinquantacinquesime scelte
| Nazione         | Paese di nascita | Giocatore         | Draft | Scelto da           | Trade successive |
| --------------- | ---------------- | ----------------- | ----- | ------------------- | --- |
| Argentina       |                  | Luis Scola        | 2002  | San Antonio Spurs   | Rimase in Europa fino al 2007, anno in cui i San Antonio Spurs cedettero i diritti su di lui agli Houston Rockets.                 |
| Rep. Dominicana |                  | Luis Flores       | 2004  | Houston Rockets     | Ceduto ai Dallas Mavericks la sera stessa. Nell'agosto 2004 i Mavs cedettero i diritti su di lui ai Golden State Warriors.         |
| Australia       |                  | Patty Mills       | 2009  | Portland T. Blazers | |
| Francia         |                  | Joffrey Lauvergne | 2013  | Memphis Grizzlies   | Ceduto ai Denver Nuggets la sera stessa.                                                                                           |
| Serbia          | Stati Uniti      | Marcus Paige      | 2016  | Brooklyn Nets       | Ceduto agli Utah Jazz la sera stessa. Tuttavia i Jazz lo tagliarono prima della stagione 2016-2017. Arrivò da free agent nel 2017. |
| Lituania        |                  | Arnoldas Kulboka  | 2018  | Charlotte Hornets   | |
| Brasile         |                  | Gui Santos        | 2022  | G.S. Warriors       | |

### Cinquantaseiesime scelte
| Nazione   | Paese di nascita               | Giocatore                           | Draft | Scelto da           | Trade successive                               |
| --------- | ------------------------------ | ----------------------------------- | ----- | ------------------- | ---------------------------------------------- |
| Libia     | Stati Uniti                    | Raed Elhamali (prima Randy Holcomb) | 2002  | San Antonio Spurs   |                                                |
| Russia    | Unione Sovietica (oggi Russia) | Saša Kaun                           | 2008  | Oklahoma Thunder    | Ceduto ai Cleveland Cavaliers la sera stessa.  |
| Senegal   |                                | Hamady N'Diaye                      | 2010  | Minnesota T'wolves  | Ceduto agli Washington Wizards la sera stessa. |
| Australia |                                | Luke Travers                        | 2024  | Cleveland Cavaliers |                                                |

### Cinquantasettesime scelte
| Nazione   | Paese di nascita | Giocatore           | Draft | Scelto da         | Trade successive |
| --------- | ---------------- | ------------------- | ----- | ----------------- | --- |
| Argentina |                  | Emanuel Ginóbili    | 1999  | San Antonio Spurs | |
| Polonia   |                  | Marcin Gortat       | 2005  | Phoenix Suns      | Ceduto agli Orlando Magic la sera stessa. |
| Giamaica  | Stati Uniti      | Ryan Reid           | 2010  | Indiana Pacers    | Ceduto a OKC la sera stessa. |
| Bulgaria  | Cipro            | Aleksandar Vezenkov | 2017  | Brooklyn Nets     | Rimase in Europa fino al 2023. Tra il 2017 e il 2023 i diritti su di lui vennero ceduti più volte: nel 2021 i Nets li cedettero ai Cavaliers, mentre la notte del Draft 2022 quest'ultimi o cedettero ai Kings, che lo richiamarono nel 2023. |
| Camerun   |                  | Ulrich Chomche      | 2024  | Memphis Grizzlies | Ceduto ai Toronto Raptors la sera stessa. |

### Cinquantottesime scelte
| Nazione  | Paese di nascita               | Giocatore                        | Draft | Scelto da           | Trade successive                          |
| -------- | ------------------------------ | -------------------------------- | ----- | ------------------- | ----------------------------------------- |
| Giappone | Stati Uniti                    | JR Sakuragi (prima JR Henderson) | 1998  | Vancouver Grizzlies |                                           |
| Grecia   |                                | Andreas Glyniadakīs              | 2003  | Detroit Pistons     |                                           |
| Slovenia | RFS Jugoslavia (oggi Slovenia) | Uroš Slokar                      | 2005  | Toronto Raptors     |                                           |
| Egitto   |                                | Abdel Nader                      | 2016  | Boston Celtics      |                                           |
| Nigeria  | Stati Uniti                    | Miye Oni                         | 2019  | G.S. Warriors       | Ceduto agli Utah Jazz la sera stessa.     |
| Germania |                                | Ariel Hukporti                   | 2024  | Dallas Mavericks    | Ceduto ai New York Knicks la sera stessa. |

### Cinquantanovesime scelte
| Nazione | Paese di nascita                           | Giocatore       | Draft | Scelto da         | Trade successive                          |
| ------- | ------------------------------------------ | --------------- | ----- | ----------------- | ----------------------------------------- |
| Croazia | RFS Jugoslavia (oggi Bosnia ed Erzegovina) | Damir Markota   | 2006  | San Antonio Spurs | Ceduto ai Milwaukee Bucks la sera stessa. |
| Camerun | Stati Uniti                                | D.J. Strawberry | 2007  | Phoenix Suns      |                                           |

### Sessantesime scelte
| Nazione | Paese di nascita              | Giocatore            | Draft | Scelto da           | Trade successive                           |
| ------- | ----------------------------- | -------------------- | ----- | ------------------- | ------------------------------------------ |
| Croazia | RFS Jugoslavia (oggi Croazia) | Dražen Petrović      | 1986  | Portland T. Blazers |                                            |
| Turchia |                               | Semih Erden          | 2008  | Boston Celtics      |                                            |
| Canada  | Stati Uniti                   | Robert Sacre         | 2012  | L.A. Lakers         |                                            |
| Grecia  |                               | Kōstas Antetokounmpo | 2018  | Philadelphia 76ers  | Ceduto ai Dallas Mavericks la sera stessa. |
| Grecia  |                               | Giōrgos Kalaitzakīs  | 2021  | Indiana Pacers      | Ceduto ai Milwaukee Bucks la sera stessa.  |

## Undrafted
Molti giocatori sono arrivati in NBA da free agent senza essere stati selezionati da nessuna squadra al Draft. Tra questi figurano José Calderón e Raja Bell, da molti considerati due dei migliori undrafted di sempre. Qui sotto è presente la lista degli undrafted con presenze in NBA in ordine cronologico. I giocatori in grassetto sono quelli attualmente attivi ne campionato di basket statunitense.
| Draft | Nazione                   | Paese di nascita                           | Giocatore                         | Arrivo NBA |
| ----- | ------------------------- | ------------------------------------------ | --------------------------------- | ---------- |
| 1955  | Regno Unito               | Inghilterra                                | Chris Harris                      | 1955       |
| 1978  | Canada                    |                                            | Jim Zoet                          | 1982       |
| 1985  | Brasile                   |                                            | João Vianna                       | 1991       |
| 1986  | Croazia                   | RFS Jugoslavia (oggi Croazia)              | Stojko Vranković                  | 1990       |
| 1987  | Russia                    | Unione Sovietica (oggi Russia)             | Sergej Bazarevič                  | 1994       |
| 1987  | Serbia                    | RFS Jugoslavia (oggi Serbia)               | Radisav Ćurčić                    | 1992       |
| 1988  | Serbia                    | RFS Jugoslavia (oggi Montenegro)           | Žarko Paspalj                     | 1989       |
| 1989  | Australia                 |                                            | Andrew Gaze                       | 1994       |
| 1989  | Giamaica                  | Stati Uniti                                | Gary Voce                         | 1989       |
| 1989  | Lettonia                  | Unione Sovietica (oggi Lettonia)           | Gundars Vētra                     | 1992       |
| 1989  | Norvegia                  |                                            | Torgeir Bryn                      | 1989       |
| 1989  | Regno Unito               | Inghilterra                                | Steve Bucknall                    | 1989       |
| 1989  | Serbia                    | RFS Jugoslavia (oggi Serbia)               | Aleksandar Đorđević               | 1996       |
| 1990  | Australia                 |                                            | Mark Bradtke                      | 1996       |
| 1990  | Bahamas                   |                                            | Ian Lockhart                      | 1990       |
| 1990  | Cuba                      |                                            | Andrés Guibert                    | 1994       |
| 1990  | Irlanda                   | Stati Uniti                                | Marty Conlon                      | 1990       |
| 1991  | Italia                    |                                            | Vincenzo Esposito                 | 1995       |
| 1992  | Australia                 |                                            | Shane Heal                        | 1996       |
| 1992  | Bahamas                   |                                            | Dexter Cambridge                  | 1992       |
| 1992  | Serbia                    | RFS Jugoslavia (oggi Serbia)               | Rastko Cvetković                  | 1995       |
| 1993  | Francia                   |                                            | Antoine Rigaudeau                 | 2003       |
| 1993  | Nigeria                   |                                            | Julius Nwosu                      | 1994       |
| 1993  | Ungheria                  |                                            | Kornél Dávid                      | 1999       |
| 1994  | Cuba                      |                                            | Lázaro Borrell                    | 1999       |
| 1994  | Venezuela                 | Stati Uniti                                | Askia Jones                       | 1994       |
| 1995  | Argentina                 |                                            | Rubén Wolkowyski                  | 2000       |
| 1995  | Isole Vergini Americane   | Stati Uniti                                | David Vanterpool                  | 2001       |
| 1995  | Regno Unito Inghilterra   | Stati Uniti                                | John Amaechi                      | 1995       |
| 1996  | Messico                   |                                            | Horacio Llamas                    | 1997       |
| 1996  | Turchia                   |                                            | İbrahim Kutluay                   | 2004       |
| 1997  | Belize                    | Stati Uniti                                | Marlon Garnett                    | 1999       |
| 1997  | Irlanda                   |                                            | Pat Burke                         | 2002       |
| 1997  | Nigeria                   |                                            | Peter Aluma                       | 1999       |
| 1998  | Dominica                  |                                            | Garth Joseph                      | 2000       |
| 1998  | Lituania                  | Unione Sovietica (oggi Lituania)           | Šarūnas Jasikevičius              | 2005       |
| 1998  | Panama                    |                                            | Rubén Garcés                      | 2000       |
| 1998  | Russia                    | Stati Uniti                                | Kelly McCarty                     | 1998       |
| 1998  | Senegal                   |                                            | Makhtar N'Diaye                   | 1999       |
| 1998  | Ucraina                   |                                            | Slava Medvedenko                  | 2000       |
| 1998  | Venezuela                 |                                            | Óscar Torres                      | 2001       |
| 1999  | Argentina                 |                                            | Pablo Prigioni                    | 2012       |
| 1999  | Belize                    | Stati Uniti                                | Milt Palacio                      | 1999       |
| 1999  | Cina                      |                                            | Mengke Bateer                     | 2002       |
| 1999  | Guyana                    |                                            | Jason Miskiri                     | 1999       |
| 1999  | Isole Vergini Americane   |                                            | Raja Bell                         | 2000       |
| 1999  | Senegal                   |                                            | Boniface Ndong                    | 2005       |
| 1999  | Spagna                    |                                            | Jorge Garbajosa                   | 2006       |
| 2000  | Argentina                 |                                            | Juan Ignacio Sánchez              | 2000       |
| 2000  | Nigeria                   | Stati Uniti                                | Ime Udoka                         | 2004       |
| 2001  | Argentina                 |                                            | Andrés Nocioni                    | 2004       |
| 2001  | Argentina                 |                                            | Fabricio Oberto                   | 2005       |
| 2001  | Argentina                 |                                            | Walter Herrmann                   | 2006       |
| 2001  | Bosnia ed Erzegovina      | RFS Jugoslavia (oggi Bosnia ed Erzegovina) | Ratko Varda                       | 2001       |
| 2001  | Polonia                   |                                            | Cezary Trybánski                  | 2002       |
| 2001  | Porto Rico                |                                            | Carlos Arroyo                     | 2001       |
| 2002  | Belgio                    | Zaire (oggi RD del Congo)                  | DJ Mbenga                         | 2004       |
| 2002  | Bosnia ed Erzegovina      | Stati Uniti                                | JR Bremer                         | 2002       |
| 2002  | Brasile                   |                                            | Alex Garcia                       | 2003       |
| 2002  | Lituania                  | Unione Sovietica (oggi Lituania)           | Arvydas Macijauskas               | 2005       |
| 2002  | Serbia                    | RFS Jugoslavia (oggi Croazia)              | Predrag Savović                   | 2002       |
| 2003  | Belize                    | Stati Uniti                                | Noel Felix                        | 2006       |
| 2003  | Georgia                   | Stati Uniti                                | Melvin Sanders                    | 2005       |
| 2003  | Libia                     | Stati Uniti                                | Hesham Salem (prima Hiram Fuller) | 2004       |
| 2003  | Nuova Zelanda             |                                            | Kirk Penney                       | 2003       |
| 2003  | Spagna                    |                                            | José Calderón                     | 2005       |
| 2004  | Giappone                  |                                            | Yūta Tabuse                       | 2004       |
| 2004  | Iran                      |                                            | Hamed Haddadi                     | 2008       |
| 2004  | Macedonia del Nord        | RFS Jugoslavia (oggi Macedonia del Nord)   | Pero Antić                        | 2013       |
| 2005  | Antigua e Barbuda         | Stati Uniti                                | Julius Hodge                      | 2005       |
| 2005  | Australia                 |                                            | Luke Schenscher                   | 2006       |
| 2005  | Brasile                   |                                            | Marcelo Huertas                   | 2015       |
| 2005  | Bulgaria                  | Stati Uniti                                | Andre Owens                       | 2005       |
| 2005  | Francia                   |                                            | Yakhouba Diawara                  | 2006       |
| 2005  | Guyana                    |                                            | Rawle Marshall                    | 2005       |
| 2005  | Messico                   | Stati Uniti                                | Lance Allred                      | 2008       |
| 2005  | Nigeria                   | Inghilterra                                | Kelenna Azubuike                  | 2007       |
| 2005  | Sudan del Sud             | Sudan (oggi Sudan del Sud)                 | Deng Gai                          | 2005       |
| 2005  | Uruguay                   |                                            | Esteban Batista                   | 2005       |
| 2006  | Georgia                   | Stati Uniti                                | Jeremy Richardson                 | 2007       |
| 2006  | Irlanda                   | Stati Uniti                                | Mike Hall                         | 2007       |
| 2006  | Macedonia del Nord        | Stati Uniti                                | Darius Washington                 | 2007       |
| 2006  | Porto Rico                |                                            | JJ Barea                          | 2006       |
| 2006  | Regno Unito               | Inghilterra                                | Pops Mensah-Bonsu                 | 2006       |
| 2006  | Ucraina                   | Stati Uniti                                | Pooh Jeter                        | 2010       |
| 2007  | Bosnia ed Erzegovina      | RFS Jugoslavia (oggi Bosnia ed Erzegovina) | Mirza Teletović                   | 2012       |
| 2007  | Canada                    |                                            | Joel Anthony                      | 2007       |
| 2007  | Croazia                   |                                            | Oliver Lafayette                  | 2010       |
| 2007  | Messico                   |                                            | Gustavo Ayón                      | 2011       |
| 2007  | Qatar                     | Stati Uniti                                | Trey Johnson                      | 2009       |
| 2008  | Croazia                   |                                            | Damjan Rudež                      | 2014       |
| 2008  | Israele                   |                                            | Gal Mekel                         | 2013       |
| 2008  | Panama                    |                                            | Gary Forbes                       | 2010       |
| 2008  | Russia                    | Unione Sovietica (oggi Russia)             | Timofej Mozgov                    | 2010       |
| 2008  | Serbia                    | Stati Uniti                                | DeMarcus Nelson                   | 2008       |
| 2008  | Tunisia                   |                                            | Salah Mejri                       | 2015       |
| 2009  | Australia                 | Nuova Zelanda                              | Aron Baynes                       | 2013       |
| 2009  | Australia                 |                                            | Joe Ingles                        | 2014       |
| 2009  | Brasile                   |                                            | Vítor Faverani                    | 2013       |
| 2009  | Nigeria                   | Stati Uniti                                | Josh Akognon                      | 2013       |
| 2009  | Serbia                    | RFS Jugoslavia (oggi Serbia)               | Miloš Teodosić                    | 2017       |
| 2009  | Ucraina                   | Unione Sovietica (oggi Ucraina)            | V"jačeslav Kravcov                | 2012       |
| 2010  | Germania                  | Germania Ovest (oggi Germania)             | Tim Ohlbrecht                     | 2013       |
| 2010  | Giamaica                  |                                            | Samardo Samuels                   | 2010       |
| 2010  | Italia                    |                                            | Luigi Datome                      | 2013       |
| 2010  | Nigeria                   | Stati Uniti                                | Ben Uzoh                          | 2010       |
| 2010  | Porto Rico                | Stati Uniti                                | Edwin Ubiles                      | 2012       |
| 2010  | Russia                    | Unione Sovietica (oggi Russia)             | Aleksej Šved                      | 2012       |
| 2010  | Serbia                    | RFS Jugoslavia (oggi Serbia)               | Boban Marjanović                  | 2015       |
| 2010  | Serbia                    | RFS Jugoslavia (oggi Serbia)               | Miroslav Raduljica                | 2013       |
| 2011  | Bahamas                   | Stati Uniti                                | Mychel Thompson                   | 2011       |
| 2011  | Georgia                   | Stati Uniti                                | Jacob Pullen                      | 2017       |
| 2011  | Giamaica                  |                                            | Omari Johnson                     | 2018       |
| 2011  | Lettonia                  |                                            | Dāiris Bertāns                    | 2019       |
| 2011  | Lituania                  | Unione Sovietica (oggi Lituania)           | Mindaugas Kuzminskas              | 2016       |
| 2011  | Porto Rico                | Stati Uniti                                | John Holland                      | 2016       |
| 2011  | Slovenia                  | RFS Jugoslavia (oggi Slovenia)             | Zoran Dragić                      | 2014       |
| 2012  | Bielorussia               | Stati Uniti                                | Maalik Wayns                      | 2012       |
| 2012  | Brasile                   | Stati Uniti                                | Scott Machado                     | 2012       |
| 2012  | Georgia                   | Stati Uniti                                | Luke Zeller                       | 2012       |
| 2012  | Messico                   |                                            | Jorge Gutiérrez                   | 2014       |
| 2013  | Argentina                 |                                            | Facundo Campazzo                  | 2020       |
| 2013  | Australia                 |                                            | Matthew Dellavedova               | 2013       |
| 2013  | Australia                 |                                            | Ryan Broekhoff                    | 2018       |
| 2013  | Germania                  | Germania Ovest (oggi Germania)             | Elias Harris                      | 2013       |
| 2013  | Germania                  |                                            | Daniel Theis                      | 2017       |
| 2013  | Italia                    |                                            | Nicolò Melli                      | 2019       |
| 2013  | Uganda                    | Stati Uniti                                | Brandon Davies                    | 2013       |
| 2014  | Australia                 |                                            | Mitch Creek                       | 2019       |
| 2014  | Brasile                   |                                            | Cristiano Felício                 | 2015       |
| 2014  | Canada                    |                                            | Sim Bhullar                       | 2015       |
| 2014  | Canada                    |                                            | Khem Birch                        | 2017       |
| 2014  | Francia                   |                                            | Axel Toupane                      | 2016       |
| 2014  | Germania                  |                                            | Maximilian Kleber                 | 2017       |
| 2014  | Libano                    | Antigua e Barbuda                          | Norvel Pelle                      | 2019       |
| 2014  | Macedonia del Nord        | Stati Uniti                                | Shayne Whittington                | 2014       |
| 2015  | Argentina                 |                                            | Nicolás Brussino                  | 2016       |
| 2015  | Canada                    |                                            | Kevin Pangos                      | 2021       |
| 2015  | Croazia                   |                                            | Duje Dukan                        | 2015       |
| 2015  | Francia                   |                                            | William Howard                    | 2019       |
| 2015  | Francia                   |                                            | Vincent Poirier                   | 2019       |
| 2015  | Rep. Dominicana           |                                            | Luis Montero                      | 2015       |
| 2015  | Messico                   | Stati Uniti                                | Juan Toscano                      | 2020       |
| 2015  | Montenegro                | Stati Uniti                                | Javonte Green                     | 2019       |
| 2015  | Senegal                   |                                            | Maurice Ndour                     | 2016       |
| 2016  | Argentina                 |                                            | Patricio Garino                   | 2017       |
| 2016  | Canada                    | Stati Uniti                                | Kyle Wiltjer                      | 2016       |
| 2016  | Costa d'Avorio            | Stati Uniti                                | Matt Costello                     | 2017       |
| 2016  | Costa d'Avorio            | Stati Uniti                                | Alex Poythress                    | 2017       |
| 2016  | Danimarca                 |                                            | Gabriel Lundberg                  | 2022       |
| 2016  | Italia                    | Stati Uniti                                | Ryan Arcidiacono                  | 2017       |
| 2016  | Nigeria                   | Stati Uniti                                | Daniel Ochefu                     | 2016       |
| 2016  | Porto Rico                | Stati Uniti                                | Jaysean Paige                     | 2021       |
| 2016  | Trinidad e Tobago         | Stati Uniti                                | DeVaughn Akoon-Purcell            | 2018       |
| 2017  | Argentina                 |                                            | Gabriel Deck                      | 2021       |
| 2017  | Argentina                 |                                            | Luca Vildoza                      | 2022       |
| 2017  | Australia                 |                                            | Isaac Humphries                   | 2019       |
| 2017  | Canada                    | Saint Lucia                                | Chris Boucher                     | 2017       |
| 2017  | Canada                    |                                            | Naz Mitrou-Long                   | 2017       |
| 2017  | Canada                    |                                            | Xavier Rathan-Mayes               | 2018       |
| 2017  | Ghana                     |                                            | Amida Brimah                      | 2021       |
| 2017  | Italia                    |                                            | Simone Fontecchio                 | 2022       |
| 2017  | Macedonia del Nord        | Stati Uniti                                | Jacob Wiley                       | 2017       |
| 2017  | Porto Rico                |                                            | Gian Clavell                      | 2017       |
| 2017  | Serbia                    | RF Jugoslavia (oggi Serbia)                | Marko Gudurić                     | 2019       |
| 2017  | Slovenia                  | Stati Uniti                                | Mike Tobey                        | 2017       |
| 2017  | Sudan del Sud             | Sudan (oggi Sudan del Sud)                 | Mangok Mathiang                   | 2017       |
| 2017  | Uganda                    | Stati Uniti                                | Ish Wainright                     | 2021       |
| 2018  | Australia                 | Sudan (oggi Sudan del Sud)                 | Deng Adel                         | 2019       |
| 2018  | Australia                 |                                            | Xavier Cooks                      | 2023       |
| 2018  | Australia                 |                                            | Jock Landale                      | 2021       |
| 2018  | Australia                 |                                            | Will Magnay                       | 2020       |
| 2018  | Australia                 | Sudan (oggi Sudan del Sud)                 | Duop Reath                        | 2023       |
| 2018  | Giappone                  |                                            | Yūta Watanabe                     | 2018       |
| 2018  | Nigeria                   |                                            | Chima Moneke                      | 2022       |
| 2018  | Nigeria                   | Stati Uniti                                | Gabe Vincent                      | 2020       |
| 2018  | Porto Rico                | Stati Uniti                                | Tyler Davis                       | 2018       |
| 2018  | Rep. Dominicana           |                                            | Ángel Delgado                     | 2018       |
| 2018  | Sudan del Sud             | Sudan                                      | Wenyen Gabriel                    | 2019       |
| 2019  | Australia                 |                                            | Jack McVeigh                      | 2024       |
| 2019  | Canada                    |                                            | Kyle Alexander                    | 2020       |
| 2019  | Canada                    |                                            | Oshae Brissett                    | 2019       |
| 2019  | Canada                    |                                            | Luguentz Dort                     | 2019       |
| 2019  | Canada                    |                                            | Lindell Wigginton                 | 2022       |
| 2019  | Francia                   |                                            | Jaylen Hoard                      | 2019       |
| 2019  | Francia                   |                                            | Adam Mokoka                       | 2019       |
| 2019  | Gabon                     |                                            | Chris Silva                       | 2019       |
| 2019  | Indonesia                 | Stati Uniti                                | Marques Bolden                    | 2019       |
| 2019  | Senegal                   |                                            | Tacko Fall                        | 2019       |
| 2020  | Australia                 |                                            | Jack White                        | 2022       |
| 2020  | Canada                    |                                            | Nate Darling                      | 2020       |
| 2020  | Canada                    |                                            | Jackson Rowe                      | 2025       |
| 2020  | Colombia                  |                                            | Jaime Echenique                   | 2021       |
| 2020  | Francia                   |                                            | Killian Tillie                    | 2020       |
| 2020  | Guinea                    |                                            | Mamadi Diakité                    | 2020       |
| 2020  | Turchia                   |                                            | Ömer Yurtseven                    | 2021       |
| 2020  | Ucraina                   |                                            | Dmytro Skapincev                  | 2023       |
| 2021  | Canada                    | Nigeria                                    | Eugene Omoruyi                    | 2021       |
| 2021  | Francia                   |                                            | Joël Ayayi                        | 2021       |
| 2021  | Francia                   | Haiti                                      | Yves Pons                         | 2021       |
| 2021  | Francia                   |                                            | Olivier Sarr                      | 2021       |
| 2021  | Porto Rico                | Stati Uniti                                | Jose Alvarado                     | 2021       |
| 2021  | Sudan del Sud             | Stati Uniti                                | Carlik Jones                      | 2021       |
| 2021  | Turchia                   |                                            | Onuralp Bitim                     | 2023       |
| 2022  | Brasile                   |                                            | Mãozinha Pereira                  | 2024       |
| 2022  | Estonia                   |                                            | Henri Drell                       | 2023       |
| 2022  | Rep. Dominicana           | Stati Uniti                                | Justin Minaya                     | 2023       |
| 2022  | Rep. Dominicana           | Stati Uniti                                | Lester Quiñones                   | 2023       |
| 2022  | Senegal                   |                                            | Ibou Badji                        | 2023       |
| 2023  | Isole Vergini Britanniche |                                            | D'Moi Hodge                       | 2023       |
| 2023  | Francia                   |                                            | Malcolm Cazalon                   | 2023       |
| 2023  | Ghana                     |                                            | Nathan Mensah                     | 2023       |
| 2023  | Giappone                  |                                            | Yuki Kawamura                     | 2024       |
| 2023  | Regno Unito               |                                            | Tosan Evbuomwan                   | 2024       |
| 2023  | Mali                      |                                            | Adama Sanogo                      | 2023       |
| 2023  | RD del Congo              |                                            | Oscar Tshiebwe                    | 2023       |
| 2024  | Australia                 |                                            | Alexander Ducas                   | 2024       |
| 2024  | Canada                    |                                            | Emanuel Miller                    | 2024       |
| 2024  | Cina                      |                                            | Cui Yongxi                        | 2024       |
| 2024  | Francia                   |                                            | Armel Traoré                      | 2024       |
| 2024  | Mali                      |                                            | N'Faly Dante                      | 2024       |
| 2024  | Paesi Bassi               |                                            | Jesse Edwards                     | 2024       |
| 2024  | Paesi Bassi               |                                            | Malevy Leons                      | 2024       |